# Frederick Fortune
Frederick Joseph "Fred" Fortune, Jr., född 1 april 1921, död 20 april 1994, var en amerikansk bobåkare.
Fortune blev olympisk bronsmedaljör i tvåmansbob vid vinterspelen 1948 i Sankt Moritz.